# Trung văn Đại Từ điển
Trung văn Đại Từ điển (giản thể: 中文大辞典; phồn thể: 中文大辭典; bính âm: Zhōngwén dà cídiǎn; Wade–Giles: Chung-wen ta tz'u-tien) là một từ điển tiếng Trung được biên soạn bởi Trương Kỳ Quân (張其昀; Zhang Qiyun; Chang Ch'i-yun; 1901-1985) cùng các tác giả khác. Ấn bản đầu tiên gồm 40 tập, phát hành từ năm 1962 đến 1968.
Từ điển mang tính chất bách khoa này bao gồm 49.905 chữ Hán sắp xếp theo 214 bộ thủ. Mỗi mục từ chữ Hán cung cấp cho người đọc các dạng hình của chữ đó trong quá trình "tiến hóa" của nó (ví dụ như chữ tiểu triện), cùng với phát âm và các nghĩa (sắp xếp theo thứ tự thời gian) với nguồn chú dẫn. Từ, cụm từ thành ngữ cũng được liệt kê dưới mỗi mục từ chữ Hán, sắp xếp theo số nét chữ. "Một số mục từ chữ Hán có rất nhiều cụm từ ngữ," theo Teng và Biggerstaff (1971:133), tỉ như chữ "nhất" (一) có 3.417 từ, ngữ và chữ "hoàng" (黄) có 1.398 từ, ngữ.
Mặc dù Trung văn Đại Từ điển rất giống với ấn bản năm 1960 của Đại Hán Hòa Từ điển nhưng nó không được liệt kê bên dưới các tác phẩm đã được tham chiếu. Trung văn Đại Từ điển là tài liệu tham khảo tốt nhất về tiếng Trung cho đến khi Hán ngữ Đại Từ điển được biên soạn xong vào năm 1993.